# Паганико-Сабино
Паганико-Сабино (итал. Paganico Sabino) — коммуна в Италии, располагается в регионе Лацио, в провинции Риети.
Население составляет 189 человек (2008 г.), плотность населения составляет 21 чел./км². Занимает площадь 9 км². Почтовый индекс — 2020. Телефонный код — 0765.
Покровителем коммуны почитается святитель Николай Мирликийский, празднование 6 декабря. 

## Демография
Динамика населения:

## Администрация коммуны
- Официальный сайт: http://www.paganicosabino.org/